# Nikita Gorbunow
Nikita Gorbunow (Aşgabat, 14 febbraio 1984) è un calciatore turkmeno, portiere dello Şagadam e della Nazionale turkmena.

## Carriera

### Club
Ha giocato nella prima divisione turkmena.

### Nazionale
Con la nazionale turkmena ha preso parte alla Coppa d'Asia 2019.